# 1 noiembrie
ianuarie • februarie • martie  • aprilie  • mai  • iunie  • iulie  • august  • septembrie  • octombrie  • noiembrie  • decembrie
1 noiembrie este a 305-a zi a calendarului gregorian și a 306-a zi în anii bisecți. Mai sunt 60 de zile până la sfârșitul anului.

## Evenimente

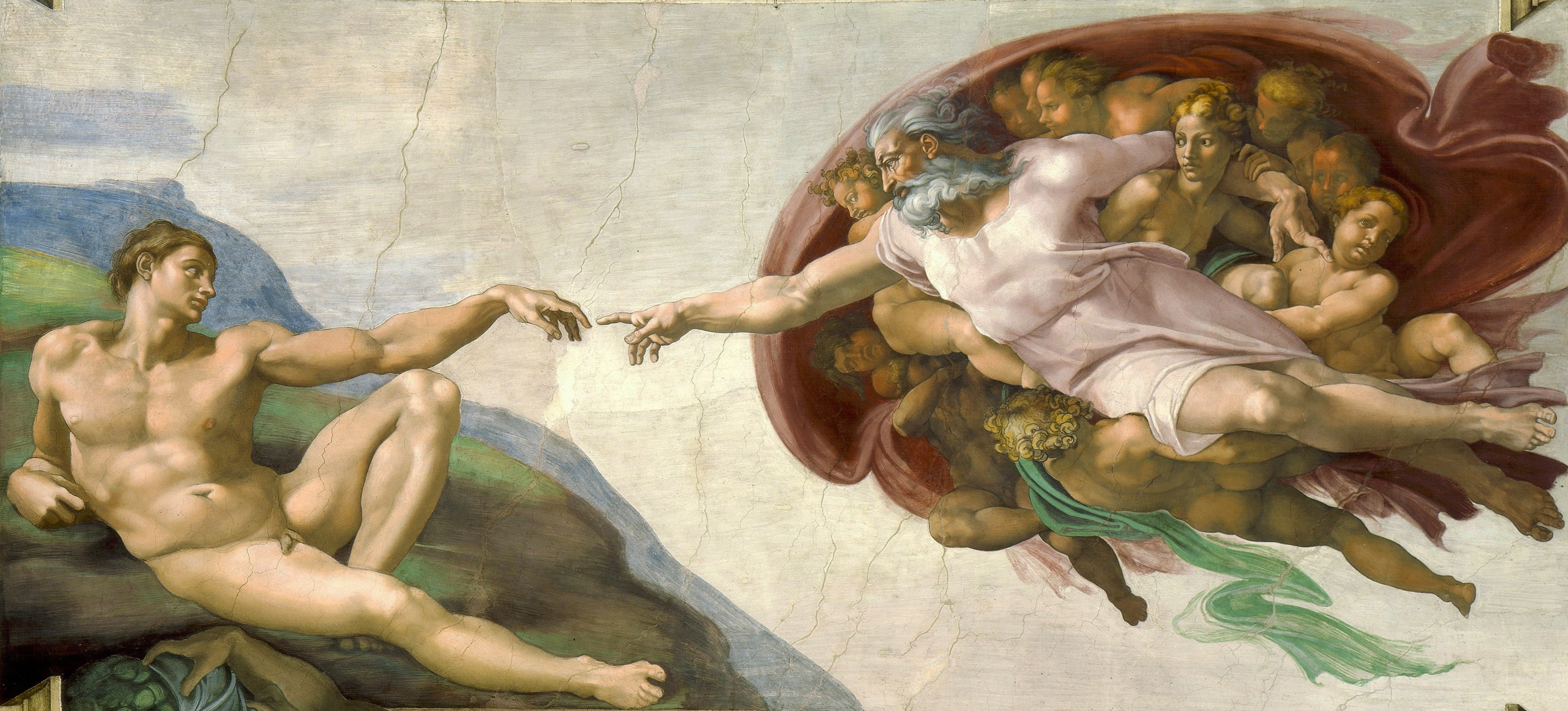
1512: Opera lui Michelangelo de pe plafonul Capelei Sixtine a fost arătată pentru prima dată publicului.

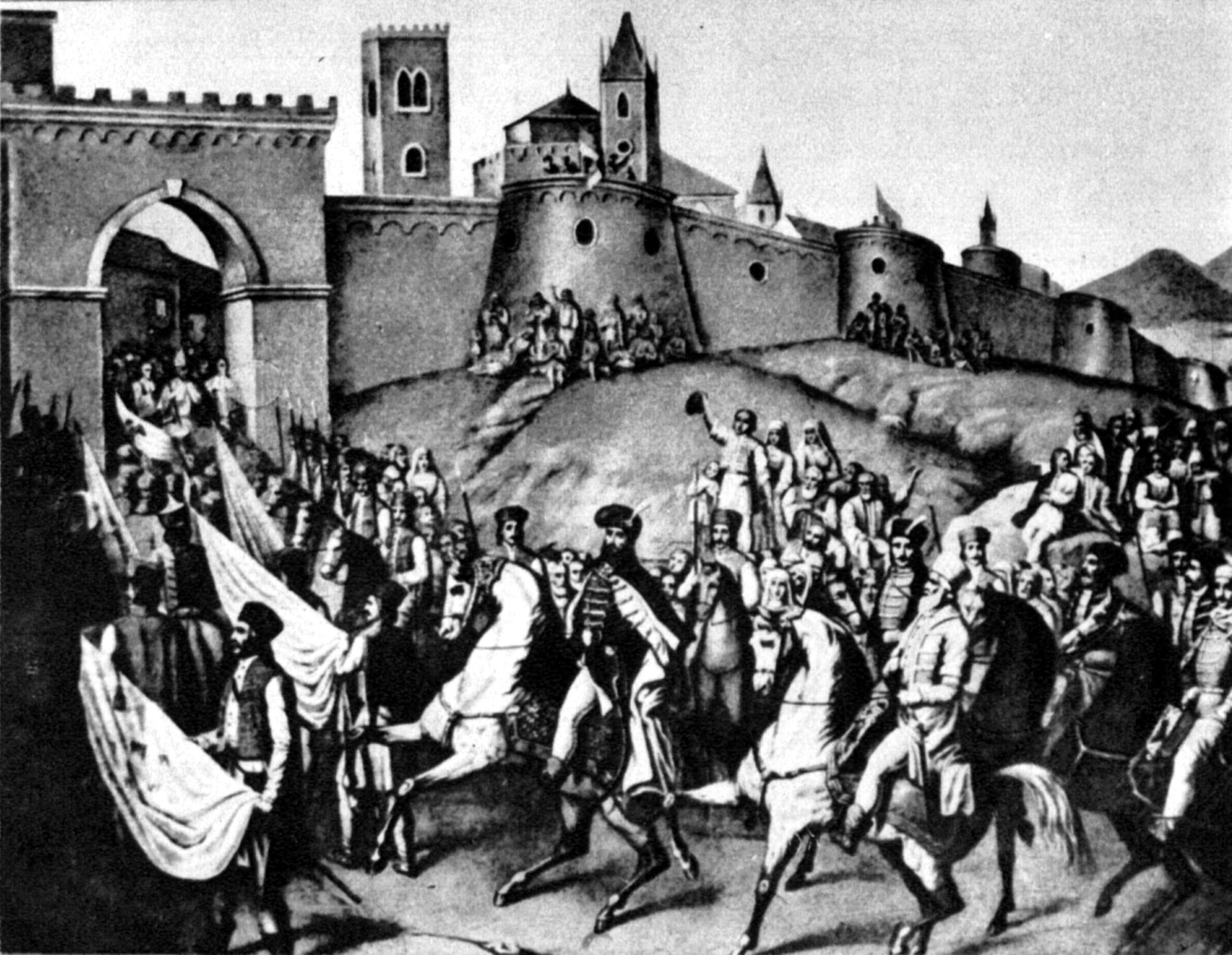
1599: Intrarea triumfală în Alba Iulia a lui Mihai Viteazul

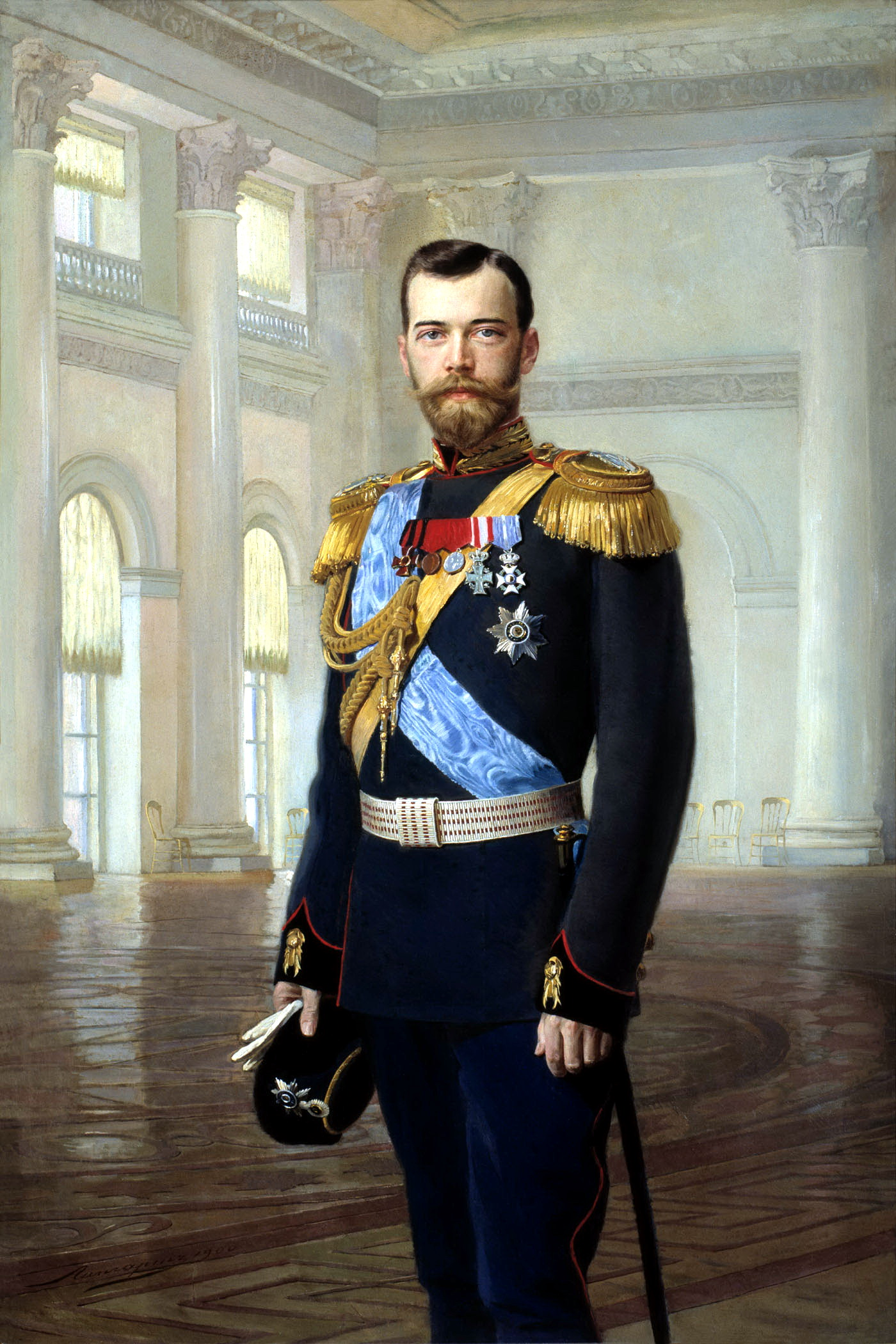
1894: Nicolae al II-lea devine noul țar al Rusiei

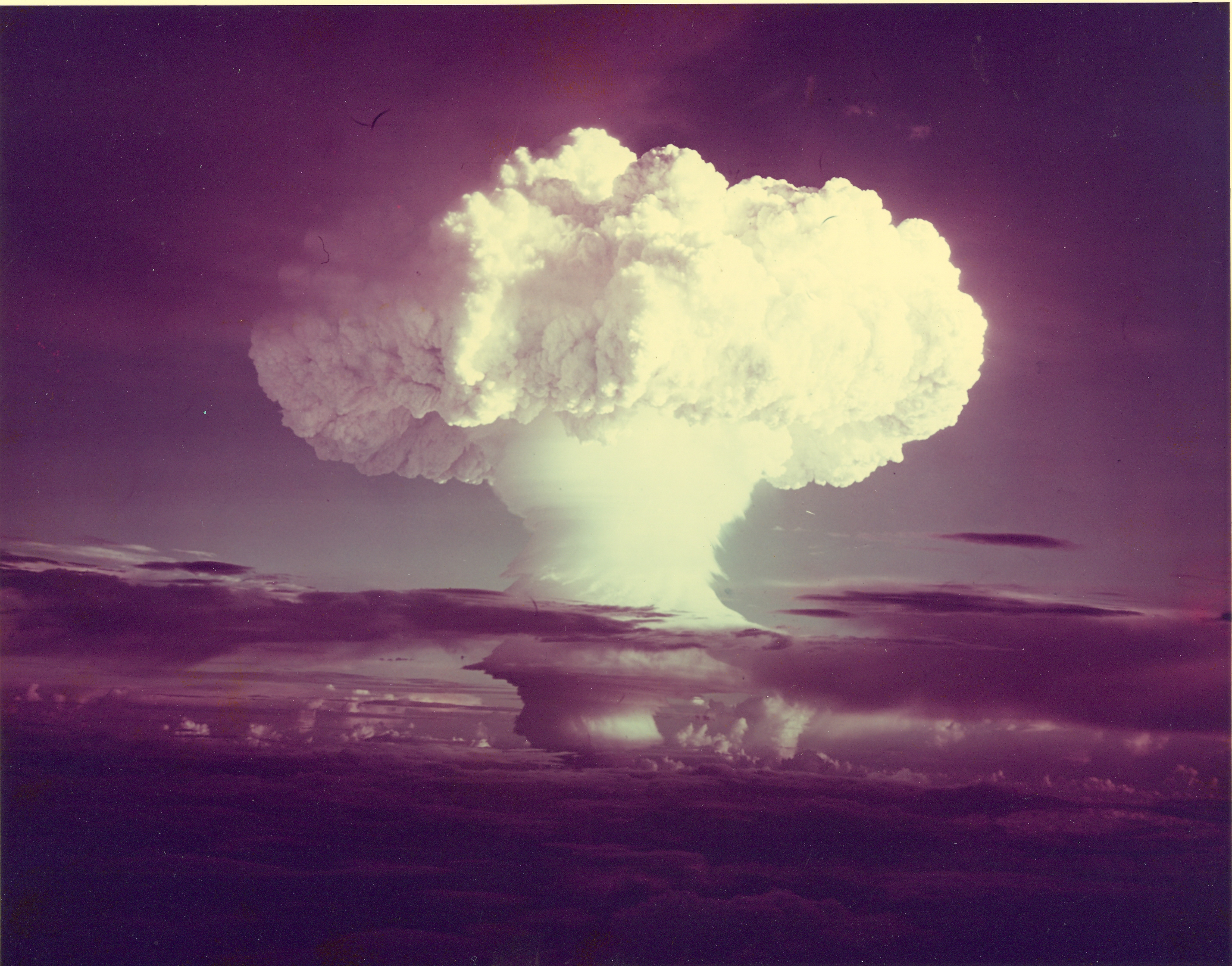
1952: În atolul Eniwetok, Statele Unite detonează cu succes Ivy Mike, primul dispozitiv termonuclear. Explozia a avut un randament de zece megatone echivalent TNT.

- 333 î.Hr.: Bătălia de la Issos, a douăsprezecea victorie a lui Alexandru cel Mare asupra perșilor.
- 0451: Încheierea Conciliului din Calcedon (al 4-lea ecumenic).
- 0871: O diplomă a regelui Carol cel Pleșuv dă Bisericii din Besançon dreptul de a bate monedă.
- 0996: Împăratul Otto al III-lea acordă Diecezei de Freising 30 “ținuturi regale” printr-un document în care se pomenește pentru prima oară denumirea "Ostarrîchi", din care provine numele Austriei.
- 1049: Consacrarea Bazilicii Sfântul Ilarie din Poitiers, monument de arhitectură romanică.
- 1164: Îngrijorat pentru viața sa, Thomas Becket, în noaptea de întâi spre doi noiembrie, s-a îmbarcat clandestin pentru Franța. De comun acord cu papa, Ludovic al VII-lea a acordat transfugilor azil și protecție.
- 1179: Filip al II-lea este încoronat rege al Franței.
- 1295: Căsătoria regelui Iacob al II-lea de Aragon, zis cel Drept cu Blanche d'Anjou.
- 1337: Regele Angliei Eduard al III-lea îl provoacă pe Filip al VI-lea de Valois. Începutul Războiului de o sută de ani (1337-1453) dintre Franța și Anglia.
- 1388: Carol al VI-lea a sărbătorit Solemnitatea Tuturor Sfinților la Reims, unde s-a oprit la reîntoarcerea dintr-o expediție împotriva ducelui de Gueldre, aliat al englezilor.
- 1432: Amaury de la Motte d'Acigné a fost numit episcop de Saint-Malo, unde va rămâne până la moartea sa în 1434.
- 1503: Cardinalul Julien della Rovere este ales papă cu 37 de voturi din 38 de votanți, și a luat numele de Papa Iuliu al II-lea.
- 1512: Opera lui Michelangelo de pe plafonul Capelei Sixtine a fost arătată pentru prima dată publicului.
- 1520: Fernando Magellan descoperă Strâmtoarea Magellan denumită "Estreito de Todos los Santos".
- 1599: Intrarea triumfală în Alba Iulia a lui Mihai Viteazul (1599-1600). Transilvania intra sub stăpânirea domnului muntean.
- 1604: La Whitehall Palace din Londra, este prezentată pentru prima dată, tragedia Othello a lui William Shakespeare.
- 1611: La Whitehall Palace din Londra, este prezentată pentru prima oara, comedia romantică a lui William Shakespeare, Furtuna.
- 1755: Marele cutremur din Lisabona, soldat cu moartea a 30.000 de persoane și distrugerea unei mari părți a orașului.
- 1834: A fost înființată prima școală de fete de la noi din țară. Fondatorul acestei instituții a fost Gheorghe Asachi.
- 1835: A apărut, la București, prima revistă românească de teatru, Gazeta Teatrului Național, condusă de Ion Heliade Rădulescu.
- 1848: Inaugurarea primei școli medicale din lume pentru instruirea femeilor (New England).
- 1864: A fost reînființat Conservatorul de Muzică și Declamațiune din București, sub conducerea lui Alexandru Flechtenmacher (director: 1864-1869).
- 1894: Nicolae al II-lea devine noul țar al Rusiei după moartea tatălui său, Alexandru al III-lea.
- 1897: Este fondat clubul de fotbal Juventus Torino.
- 1916: În Rusia, Pavel Miliukov rostește în Duma de Stat celebrul discurs „prostie sau trădare”, precipitând căderea guvernului lui Boris Stürmer.
- 1922: Ultimul sultan al Imperiului Otoman, Mehmed al VI-lea, abdică.
- 1928: Inaugurarea Radio România.
- 1928: Legea privind adoptarea și implementarea alfabetului turc, înlocuiește alfabetul arab cu alfabetul latin.
- 1936: Într-un discurs, dictatorul italian Benito Mussolini vorbește pentru prima dată despre „axa Berlin-Roma”. De aici s-a dezvoltat termenul de Puterile Axei în Al Doilea Război Mondial.
- 1949: A apărut primul număr al publicației germane Frankfurter Allgemeine Zeitung.
- 1950: Tentativă de asasinat la adresa președintelui american Harry Truman.
- 1952: Testarea armelor nucleare: În atolul Eniwetok, Statele Unite detonează cu succes Ivy Mike, primul dispozitiv termonuclear. Explozia a avut un randament de zece megatone echivalent TNT.
- 1956: Revoluția maghiară: Imre Nagy anunță neutralitatea Ungariei și retragerea din Pactul de la Varșovia. Trupele sovietice încep să reintre în Ungaria, contrar asigurărilor guvernului sovietic.
- 1960: A intrat în vigoare Tratatul de constituire a Benelux ca uniune economică, semnat de Belgia, Olanda și Luxemburg la 3 februarie 1958.
- 1962: Din Rusia a fost lansată, pentru prima oară, o rachetă cosmică cu destinația planeta Marte. La bord era instalată stația automată interplanetară MARTE-1.
- 1963: Se deschide oficial Observatorul Arecibo din Arecibo, Puerto Rico, cu cel mai mare radiotelescop construit până la acea vreme; recordul a durat până în 2016, odată cu inaugurarea radiotelescopului chinezesc Telescopul FAST.
- 1968: Misiunea militară a SUA în Vietnam a inițiat Proiectul Phoenix.
- 1969: Piesa lui Elvis Presley, Suspicious Minds, ajunge pe locul 1 în Billboard Music.
- 1981: Antigua și Barbuda își câștigă independența față de Marea Britanie.
- 1993: A luat ființă Uniunea Europeană, în urma Tratatului de la Maastricht.
- 1999: A fost reactivat, la Huși, Ansamblul Folcloric „Trandafir de la Moldova” din inițiativa actualului dirijor (Valerică Petraru) și a coregrafului ansamblului (Virginel Solomon).
- 2000: În R.P. Chineză a început cel mai mare recensământ al populației din lume, în cadrul căruia au fost recenzate 350 de milioane de familii.
- 2005: Astronomi ai NASA au anunțat că au descoperit încă doi sateliți ai planetei Pluto.
- 2020: Alegerile prezidențiale din 2020 în Republica Moldova: Fostul prim-ministru și ministru al educației Maia Sandu este aleasă în funcția de al șaselea președinte al Republicii Moldova, devenind prima femeie care a deținut vreodată această funcție.[1]
- 2021: Pandemia de COVID-19: numărul global de decese înregistrate din cauza COVID-19 depășește 5 milioane.[2]

## Nașteri
- 0846: Ludovic al II-lea al Franței (d. 879)
- 1351: Leopold al III-lea, Duce de Austria (d. 1386)
- 1485: Johannes Dantiscus, explorator și diplomat polonez (d. 1548)
- 1549: Ana de Austria, a patra soție a regelui Filip al II-lea al Spaniei (d. 1580)
- 1585: Jan Brożek, matematician și astronom polonez (d. 1652)
- 1596: Pietro da Cortona, arhitect și pictor italian (d. 1669)
- 1636: Nicolas Boileau, scriitor francez (d. 1711)
- 1727: Ivan Ivanovici Șuvalov, om de stat rus (d. 1797)
- 1757: Antonio Canova, sculptor italian (d. 1822)

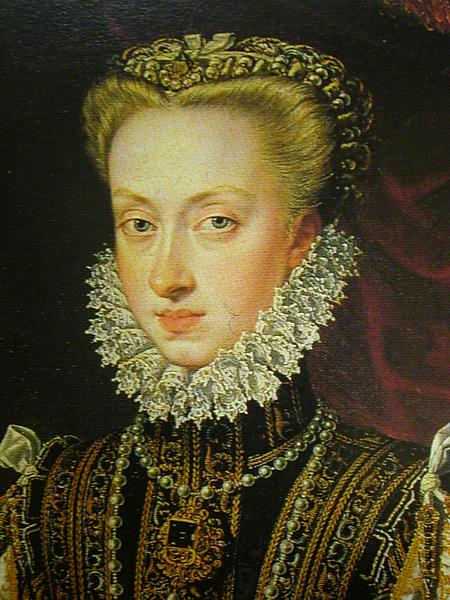
Ana de Austria, a patra soție a regelui Filip al II-lea al Spaniei
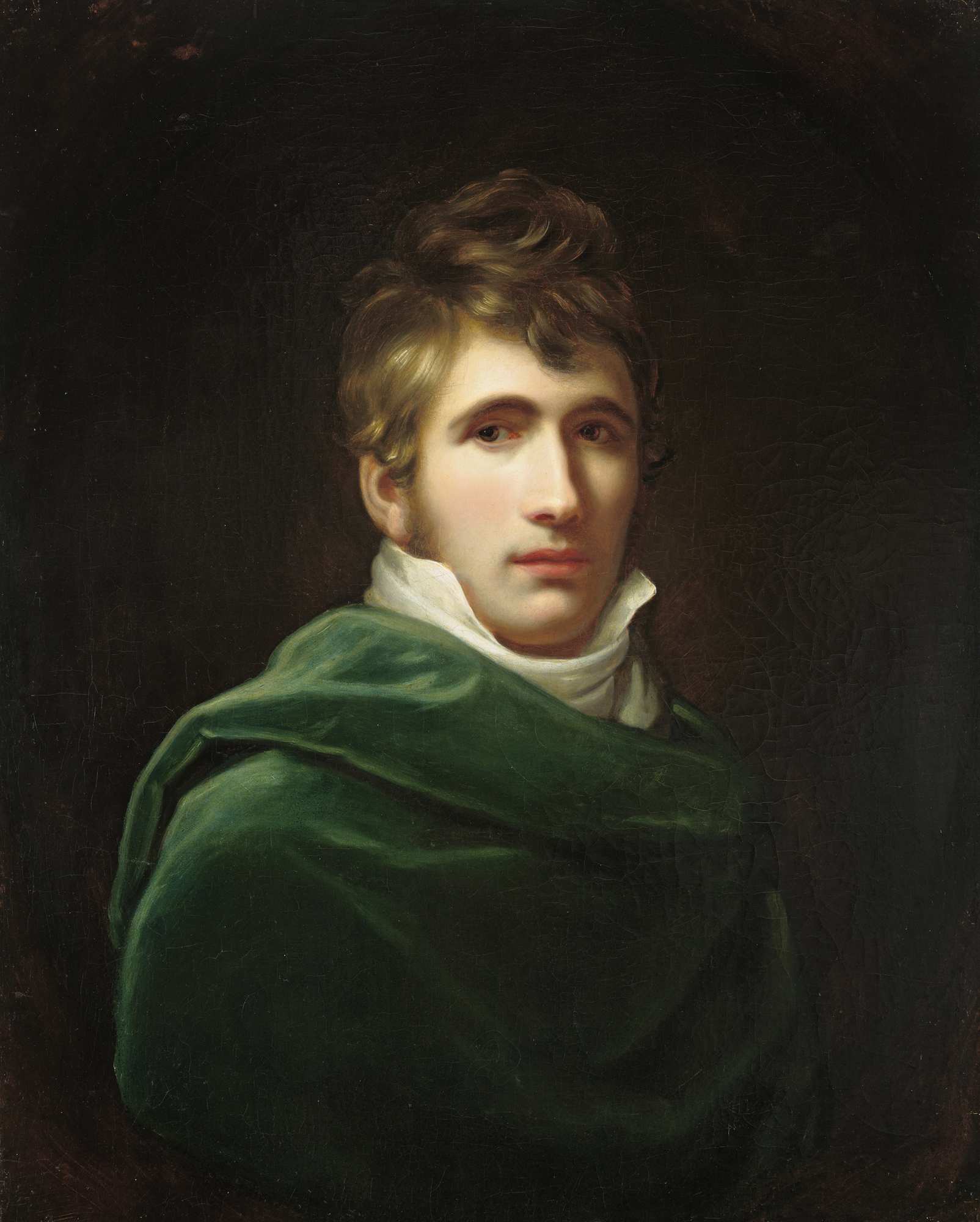
Joseph Karl Stieler, pictor de curte al regilor bavarezi
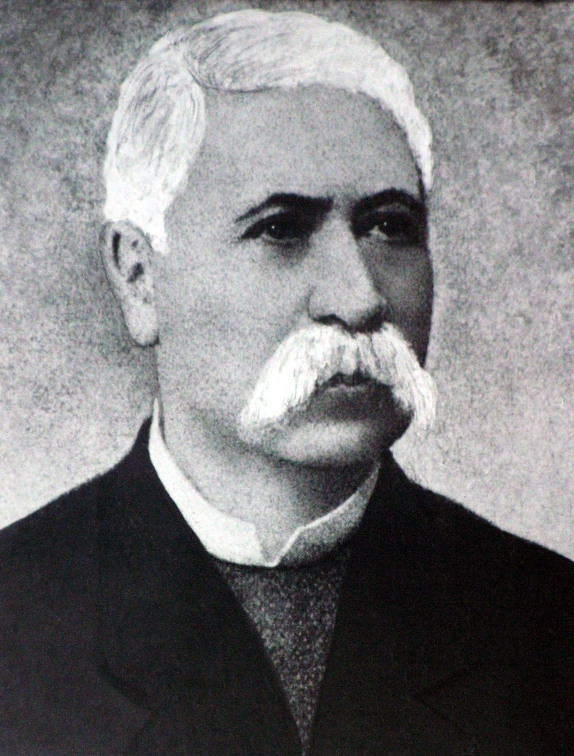
Lascăr Catargiu, om politic român

- 1762: Spencer Perceval, politician englez, prim-ministru al Regatului Unit (d. 1812)
- 1770: Constantin Diaconovici Loga, cărturar de orientare latinistă (d. 1850)
- 1778: Gustav al IV-lea, regele Suediei din 1792 până în 1809 (d. 1837)
- 1781: Joseph Karl Stieler, pictor german, pictor de curte al regilor bavarezi (d. 1858)
- 1823: Lascăr Catargiu, om politic român, prim-ministru al Principatelor Unite și al Regatului României (d. 1899)
- 1845: Sámuel Teleki, politician austo-ungar (d. 1916)
- 1848: Jules Bastien-Lepage, pictor francez (d. 1884)
- 1864: Prințesa Elisabeta de Hesse și de Rin (d. 1918)
- 1871: Stephen Crane, scriitor american (d. 1900)
- 1879: Pál Teleki, cercetător și politician ungur (d. 1941)
- 1880: Sholem Asch, scriitor american de limbă idiș originar din Polonia (d. 1957)
- 1886: Gheorghe Băgulescu, general român, scriitor și colecționar de artă (d. 1963)
- 1886: Hermann Broch, autor austriac (d. 1951)
- 1886: Valentin Coposu, protopop român unit, delegat la Marea Adunare Națională de la Alba Iulia (d. 1941)
- 1903: Aurel Moga, medic cardiolog român (d. 1977)
- 1911: Henri Troyat, autor și istoric francez (d. 2007)
- 1914: Sofia Cosma, pianistă română (d. 2011)
- 1919: Hermann Bondi, matematician și cosmolog britanic (d. 2005)
- 1923: Titus Mocanu, estetician din România (d. 2004)
- 1924: Ovidiu Bojor, inventator român, membru al Academiei de Științe Medicale (d. 2023)
- 1924: Raluca Zamfirescu, actriță română de teatru și film (d. 2008)
- 1928: James Bradford, halterofil american (d. 2013)
- 1934: Umberto Agnelli, industriaș italian (Fiat) (d. 2004)

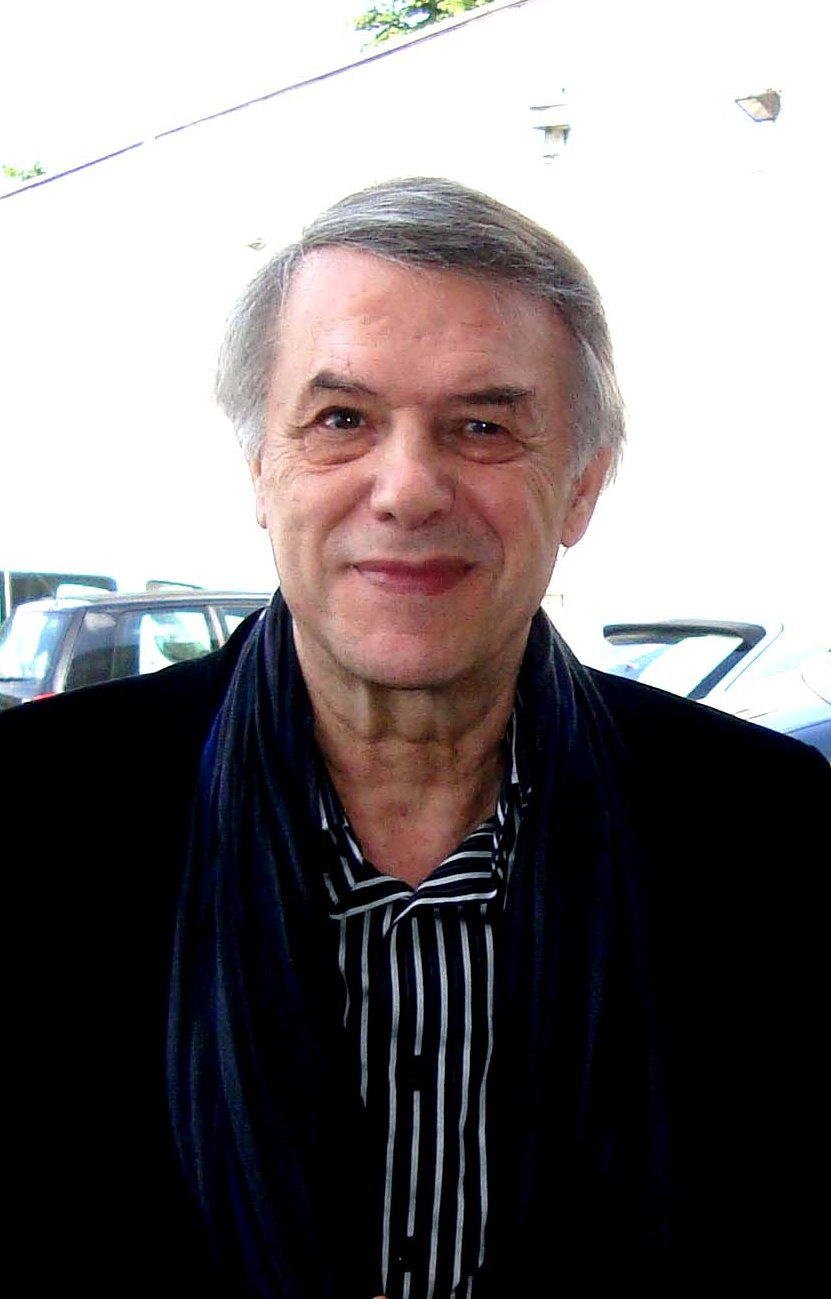
Salvatore Adamo, muzician belgian
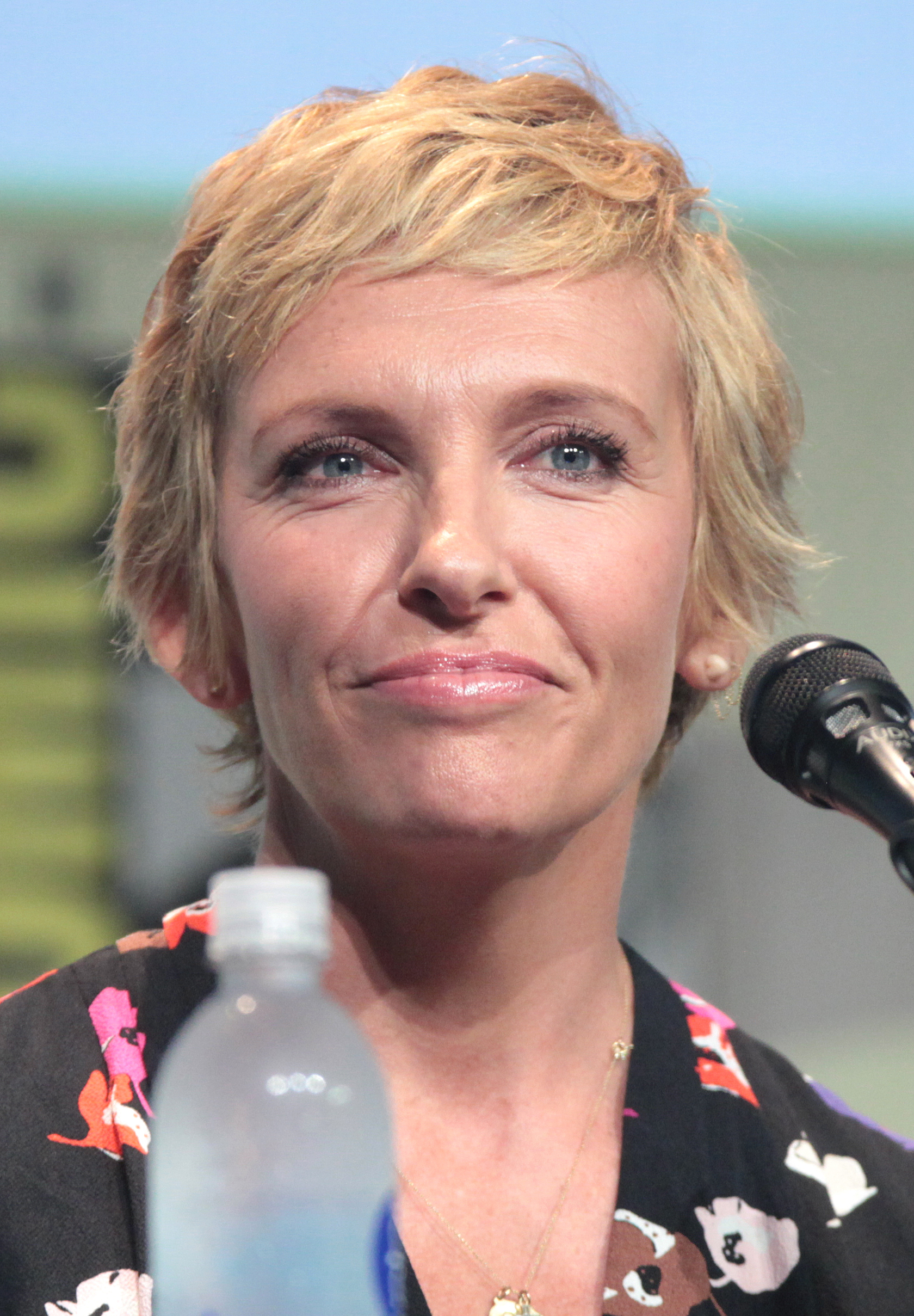
Toni Collette, actrită australiană
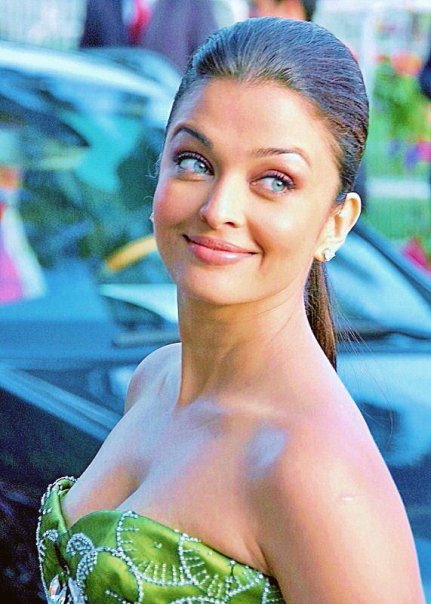
Aishwarya Rai, model și actriță indiană

- 1935: Edward Said, teoretician și critic palestinian (d. 2003)
- 1937: Doru Dumitru Palade, politician român (d. 2021)
- 1942: Larry Flynt, editor și publicist american (d. 2021)
- 1943: Salvatore Adamo, muzician belgian, compozitor și interpret
- 1949: Ludmila Aga, cântăreață de operă moldoveancă.
- 1950: Ionel Voineag, tenor român
- 1950: Robert Betts Laughlin, fizician american, laureat Nobel
- 1953: Dan Zamfirescu, politician român
- 1955: Gabriel Cotabiță, cântăreț român de muzică ușoară și pop-rock (d. 2024)
- 1961: Valentin Adrian Iliescu, politician român
- 1962: Anthony Kiedis, cântăreț american (Red Hot Chili Peppers)
- 1963: Rick Allen, bateristul trupei de hard rock Def Leppard
- 1972: Toni Collette, actrită australiană
- 1973: Assia, cântăreață franceză
- 1973: Aishwarya Rai, model și actriță indiană, Miss World 1994
- 1977: Cornel Buta, fotbalist român
- 1981: Ionuț Bâlbă, fotbalist român
- 1988: Scott Arfield, fotbalist scoțian
- 1996: Gustav Elijah Åhr, cântăreț american (d.  2017)

## Decese
- 0955: Henric I de Bavaria (n. 921)
- 1700: Carol al II-lea al Spaniei (n. 1661)
- 1743: Eustache Restout, pictor francez (n. 1655)
- 1818: Marie-Gabrielle Capet, pictoriță franceză (n. 1761)
- 1843: Julius Vincenz von Krombholz, om de știință german (n. 1782)
- 1860: Charlotte a Prusiei soția Țarului Nicolae I al Rusiei (n. 1798)
- 1888: Nikolai Mihailovici Prjevalski, geograf rus (n. 1838)

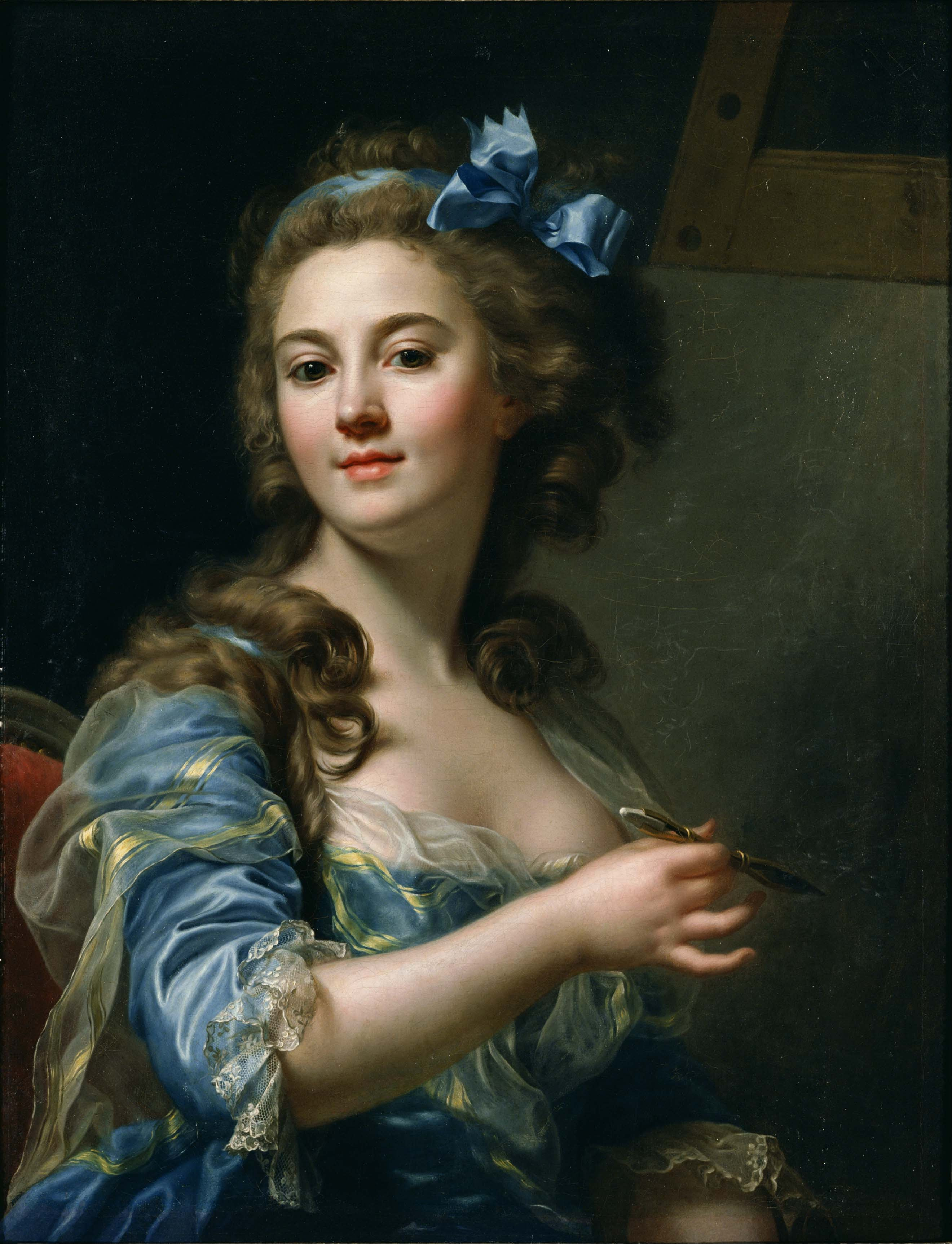
Marie-Gabrielle Capet, pictoriță franceză
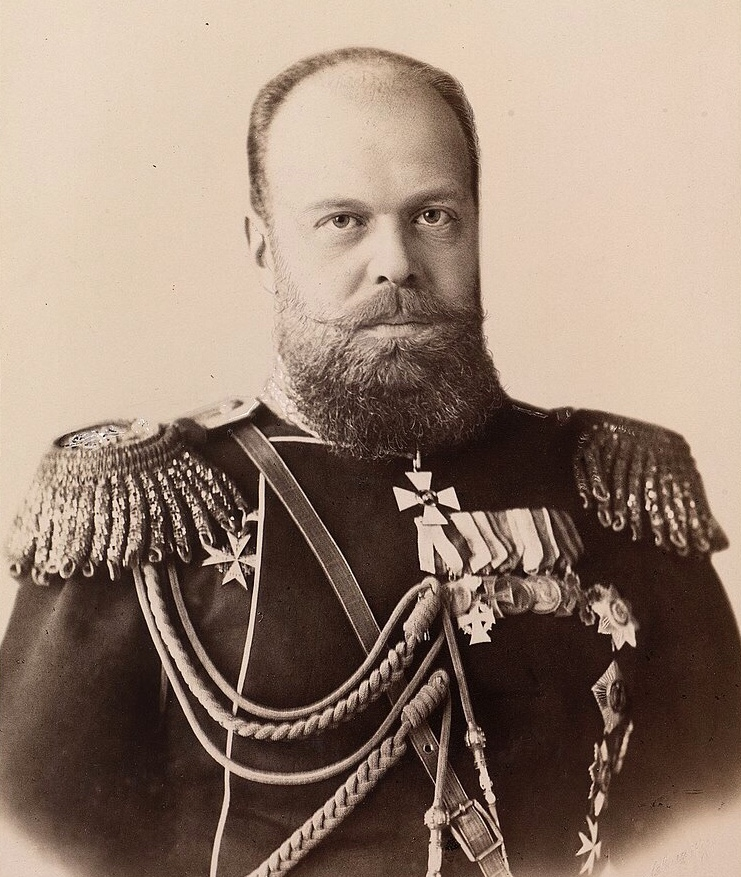
Țarul Alexandru III al Rusiei
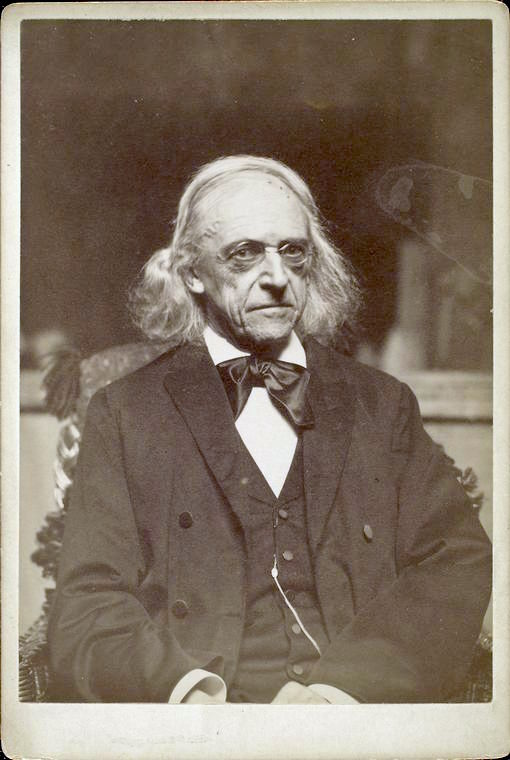
Theodor Mommsen, istoric și jurist german, laureat Nobel

- 1894: Țarul Alexandru III al Rusiei (n. 1845)
- 1903: Theodor Mommsen, istoric și jurist german, laureat al Premiului Nobel (n. 1817)
- 1918: Ionel Nicolae Romanescu, aviator român (n. 1895)
- 1944: Charles Diehl, istoric francez (n. 1859)
- 1955: Dale Carnegie, autor american (n. 1888)
- 1969: Ion Bărbulescu, pictor român (n. 1887)
- 1972: Ezra Pound, poet american, fondatorul imagismului (n. 1885)
- 1982: King Vidor, regizor, producător de film și scenarist american (n. 1894)
- 1989: Mihaela Runceanu, solistă română de muzică ușoară (n. 1955)
- 2000: Steven Runciman, istoric britanic, cunoscut pentru operele sale asupra Evului mediu (n. 1903)
- 2007: Paul Tibbets, pilot american (n. 1915)
- 2021: Valentina Rusu-Ciobanu, pictoriță din Republica Moldova (n. 1920)

## Sărbători
- Sf. Doctori fără de arginți Cosma și Damian (calendarul ortodox și greco-catolic)
- Ziua morților
- Sărbătoarea Tuturor Sfinților (calendarul romano-catolic și anglican)
- Ziua Radioului Național
- Algeria: Ziua Națională. Aniversarea Revoluției (1954)
- Ziua internațională a veganismului (vegetarismului).